# Мейпл-Шейд Тауншип (Нью-Джерсі)
Мейпл-Шейд Тауншип (англ. Maple Shade Township) — селище (англ. township) в США, в окрузі Берлінгтон штату Нью-Джерсі. Населення — 19 980 осіб (2020).

## Демографія
Згідно з переписом 2010 року, у селищі мешкала 19 131 особа в 8525 домогосподарствах у складі 4658 родин. Було 9186 помешкань
Расовий склад населення:
| - 78,6 % — білих - 9,5 % — чорних або афроамериканців - 5,6 % — азіатів - 0,2 % — корінних американців - 3,1 % — осіб інших рас |

До двох чи більше рас належало 2,9 %. Частка іспаномовних становила 8,3 % від усіх жителів.
За віковим діапазоном населення розподілялося таким чином: 18,4 % — особи молодші 18 років, 68,4 % — особи у віці 18—64 років, 13,2 % — особи у віці 65 років та старші. Медіана віку мешканця становила 37,6 року. На 100 осіб жіночої статі у селищі припадало 94,6 чоловіків;  на 100 жінок у віці від 18 років та старших — 93,2 чоловіків також старших 18 років.
Середній дохід на одне домашнє господарство  становив 66 445 доларів США (медіана — 57 977), а середній дохід на одну сім'ю — 83 331 долар (медіана — 75 927). Медіана доходів становила 51 561 долар для чоловіків та 41 832 долари для жінок. За межею бідності перебувало 8,9 % осіб, у тому числі 14,8 % дітей у віці до 18 років та 6,6 % осіб у віці 65 років та старших.
Цивільне працевлаштоване населення становило 10 386 осіб. Основні галузі зайнятості: освіта, охорона здоров'я та соціальна допомога — 22,5 %, роздрібна торгівля — 15,1 %, науковці, спеціалісти, менеджери — 11,7 %, фінанси, страхування та нерухомість — 9,3 %.